# Dendrophthora
- Commons
- Wikispecies

Dendrophthora é um género botânico pertencente à família Santalaceae, mais especificamente na tribo Visceae. É composto de cerca de 80 espécies, das quais 3 são encontradas no Brasil: D. warmingii (Eichler) Kuijt, D. elliptica (Gardner) Krug & Urb e D. fendleriana (Eichler) Kuijt. Destas, D. warmingii é a que possui distribuição nacional mais ampla.  

## Morfologia e Hábito
São ervas-de-passarinho hemiparasitas de angiospermas. Suas folhas podem ser tomentosas (cobertas por tricomas), apesar de raro, ou glabras, além de apresentarem coloração variável, de verde a amarelas.  São expandidas, carnosas ou coriáceas, mas raramente escamiformes. Possuem filotaxia oposta, com catafilos em todos os entrenós, ou somente nos entrenós de ramos laterais. Pode haver mais de um ramo da planta emergindo da conexão haustorial.    

#### Estruturas reprodutivas
Sua inflorescência ocorre na forma de espiga terminal e/ou axilar, com cada segmento correspondendo a  duas brácteas férteis opostas e fusionadas. As flores possuem pétalas carnosas e livres. A principal diferença entre este gênero e Phoradendron quanto à morfologia floral é o número de lóculos da antera, sendo respectivamente uni- e bilocular. Os frutos possuem epicarpo de coloração variável, podendo ser branco, amarelo, alaranjado, avermelhado, rosado ou até mesmo esverdeado. O mesocarpo possui viscina, deste modo sendo viscoso. Suas sementes ausentam tegumento, com o embrião sendo clorofilado, reto e com dois cotilédones foliáceos. 

## Distribuição
D. warmingii possui ampla distribuição pelo território brasileiro, ocorrendo por quase todo o Sudeste e Norte, além de porções do Centro-Oeste e Bahia. Geralmente é observada parasitando espécies de Vochysiaceae. 
D. fendleriana, por sua vez, é encontrada na Amazônia, em regiões do Pico da Neblina, próxima à divisa com a Venezuela. Possui catafilos em todos os entrenós, diferentemente de D. warmingii, que somente os possui em entrenós proximais dos ramos laterais.  